# Marie Leuenberger

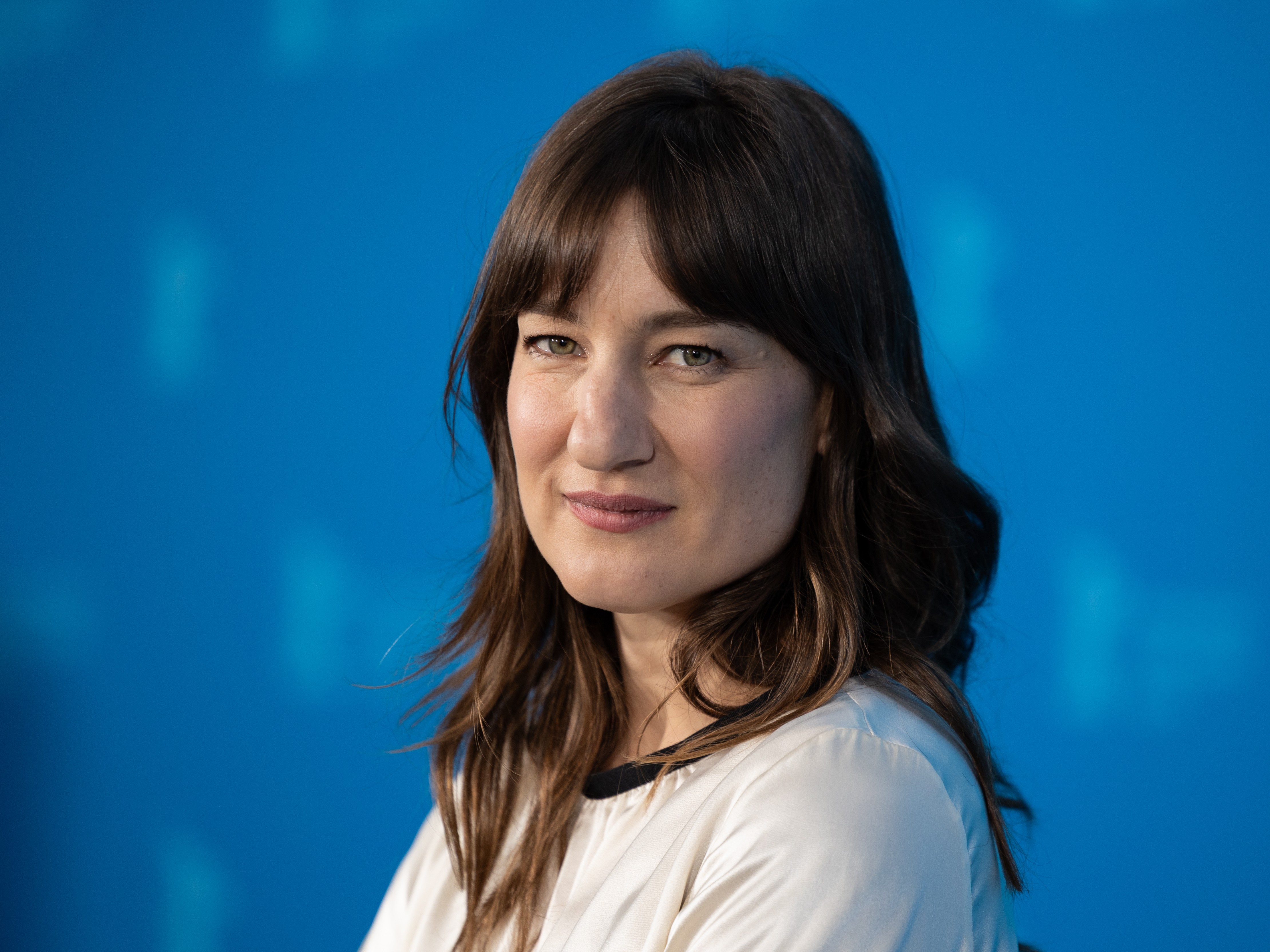
Marie Leuenberger (2025)

Marie Leuenberger (* 1. Januar 1980 in Berlin) ist eine deutsch-schweizerische Schauspielerin.

## Leben
Als Tochter eines Schweizer Vaters und einer deutschen Mutter hat Leuenberger sowohl die deutsche  als auch die Schweizer Staatsangehörigkeit. In Basel aufgewachsen, spielte sie von 1996 bis 1999 am Jungen Theater Basel. Danach absolvierte sie bis 2002 ihre Schauspielausbildung an der Otto-Falckenberg-Schule in München. Sie war 2002/03 am Bayerischen Staatsschauspiel in München engagiert, 2004/05 am Staatstheater Stuttgart. 2005 bis 2010 gehörte sie zum Ensemble des Deutschen Schauspielhauses in Hamburg. Seither spielt sie in zahlreichen Kino- und Fernsehfilmen mit.
Für ihre Hauptrolle im Schweizer Spielfilm Die Standesbeamtin erhielt Marie Leuenberger u. a. beim World Film Festival in Montréal sowie 2010 beim Schweizer Filmpreis den Preis als beste Darstellerin. An den Solothurner Filmtagen 2013 erhielt sie den Schweizer Fernsehfilmpreis für die weibliche Hauptrolle im Fernsehkrimi Hunkeler und die Augen des Ödipus. Von 2015 bis 2021 spielte sie in der Fernsehreihe Neben der Spur an der Seite von Ulrich Noethen und Juergen Maurer.
Erneut den Schweizer Filmpreis gewann Leuenberger 2017 für ihre Hauptrolle in Die göttliche Ordnung, ein politisches Filmdrama über die Einführung des Schweizer Frauenstimmrechts 1971. Für diese Rolle gewann sie auch den Preis als beste Darstellerin in einem internationalen Spielfilm beim Tribeca Filmfestival 2017 in New York.
2020 gewann Leuenberger am Black Nights Film Festival in Tallinn den Preis als beste Schauspielerin für ihre herausragende Darstellung in Bis wir tot sind oder frei, der dort im Hauptwettbewerb  lief. Darin geht es um die linke Anwältin Barbara Hug, die sich für den Ausbrecherkönig Walter Stürm einsetzt. 2022 wurde sie für ihre Rolle in der Highend Thriller Serie Blackout für den Jupiter Award nominiert. Seit 2019 spielt sie in der ARD-Krimireihe Ein Krimi aus Passau die Hauptrolle der Berliner Polizistin Frederike Bader, die unter neuer Identität und vom Zeugenschutz betreut ein neues Leben in Passau beginnt.
2024 lief der Film Verbrannte Erde von Thomas Arslan auf der Berlinale, in dem Marie Leuenberger eine Fluchtfahrerin spielt. Marie Leuenberger hat zwei Kinder und lebt in Berlin.

## Filmografie
- 2003: Für Julian (Kurzfilm)
- 2009: Die Standesbeamtin
- 2010: Verstrickt und zugenäht (Fernsehfilm)
- 2011: Dreiviertelmond
- 2011: Blitzeis (Kurzspielfilm)
- 2011: Vater, unser Wille geschehe (Fernsehfilm)
- 2011: Was weg is, is weg
- 2012: Hunkeler und die Augen des Ödipus (Fernsehfilm)
- 2012: Wer’s glaubt wird selig
- 2012: Draussen ist Sommer
- 2013: Letzte Spur Berlin (Fernsehserie, Folge Heimatfront)
- 2013: Schwestern
- 2014: Der Kreis
- 2014: Die Toten vom Bodensee (Fernsehreihe)
- 2015–2021: Neben der Spur (Fernsehreihe, 7 Folgen)
  - 2014: Adrenalin
  - 2016: Amnesie
  - 2016: Todeswunsch
  - 2017: Dein Wille geschehe
  - 2018: Sag, es tut dir leid
  - 2020: Erlöse mich
  - 2021: Schließe deine Augen
- 2015: Polizeiruf 110: Sturm im Kopf (Fernsehreihe)
- 2015: Unter anderen Umständen: Das verschwundene Kind (Fernsehreihe)
- 2016: Schubert in Love
- 2016: Mutter reicht’s jetzt
- 2017: Helle Nächte
- 2017: Die göttliche Ordnung
- 2017: Tatort: Auge um Auge (Fernsehreihe)
- 2019: Unheimlich perfekte Freunde
- 2019: Bingo im Kopf
- 2019: Donna Leon – Stille Wasser (Fernsehreihe)
- 2019: Marie Brand und das Spiel mit dem Glück (Fernsehreihe)
- 2020: Die verlorene Tochter (Fernsehserie)
- 2020: Bis wir tot sind oder frei
- seit 2020: Ein Krimi aus Passau (Fernsehreihe)
  - 2020: Freund oder Feind
  - 2020: Die Donau ist tief
  - 2022: Zu jung zu sterben
  - 2022: Der Fluss ist sein Grab
  - 2024: Zeit zu beten
  - 2024: Gier nach Gold
- 2021: Blackout (Fernsehserie)
- 2023: Was wir fürchten (Fernsehserie)
- 2024: Verbrannte Erde
- 2024: Wir für immer
- 2024: Mother’s Baby
- 2025: Stiller

## Auszeichnungen
- 2009: Festival des Films du Monde, Montréal, Auszeichnung als Beste Schauspielerin (Die Standesbeamtin)
- 2009: Genova International Film Festival: Beste Schauspielerin für Die Standesbeamtin
- 2010: Schweizer Filmpreis, Quarz als Beste Schauspielerin (Die Standesbeamtin)
- 2013: Schweizer Fernsehfilmpreis, Auszeichnung als Beste Schauspielerin (Hunkeler – Die Augen des Ödipus)
- 2017: Schweizer Filmpreis, Quartz als Beste Schauspielerin (Die göttliche Ordnung)
- 2017: Tribeca Film Festival, Auszeichnung als Beste Schauspielerin in einem internationalen Spielfilm (Die göttliche Ordnung)[7]
- 2020: Tallinn Black Nights Film Festival, Auszeichnung als Beste Schauspielerin Bis wir tot sind oder frei (Caged Birds)[8]
- 2021: Festival Avanca, Auszeichnung als Beste Schauspielerin für Bis wir tot sind oder frei (Caged Birds)
- 2021: Schweizer Filmpreis, Quartz Nominierung als Beste Schauspielerin für Bis wir tot sind oder frei (Caged Birds)
- 2022: Jupiter Award: Nominierung als Beste Schauspielerin für Blackout